# アナログ・デバイセズ
アナログ・デバイセズ（英: Analog Devices、NASDAQ: ADI）は、半導体デバイスを製造するアメリカの多国籍企業。特にADC、DAC、MEMS、DSPを主力としている。

## 歴史
アナログ・デバイセズは独立系の半導体企業として長く続く会社の1つである。1965年、レイ・ステイタ（Ray Stata） と マシュー・ローバー（Mathew Lorber）が設立した。1969年3月11日、株式公開を果たした。1979年にはニューヨーク証券取引所に上場。1990年8月、プレシジョン・モノリシックを買収した。2017年3月、リニアテクノロジーを買収した。2021年8月、マキシム・インテグレーテッドを買収した。
アメリカ国外の工場としては、ヨーロッパではアイルランドのリムリックにある工場が最大である。また、フィリピンに大規模な試験施設がある。
また、海外の設計開発センターが、エディンバラ（スコットランド）、メルボルン（オーストラリア）、ミュンヘン（ドイツ）、バレンシア（スペイン）、イスラエル、北京市と上海市（中国）、東京と名古屋と大阪（日本）、台北市（台湾）、バンガロールとハイデラバード（インド）などにある。

## 製品

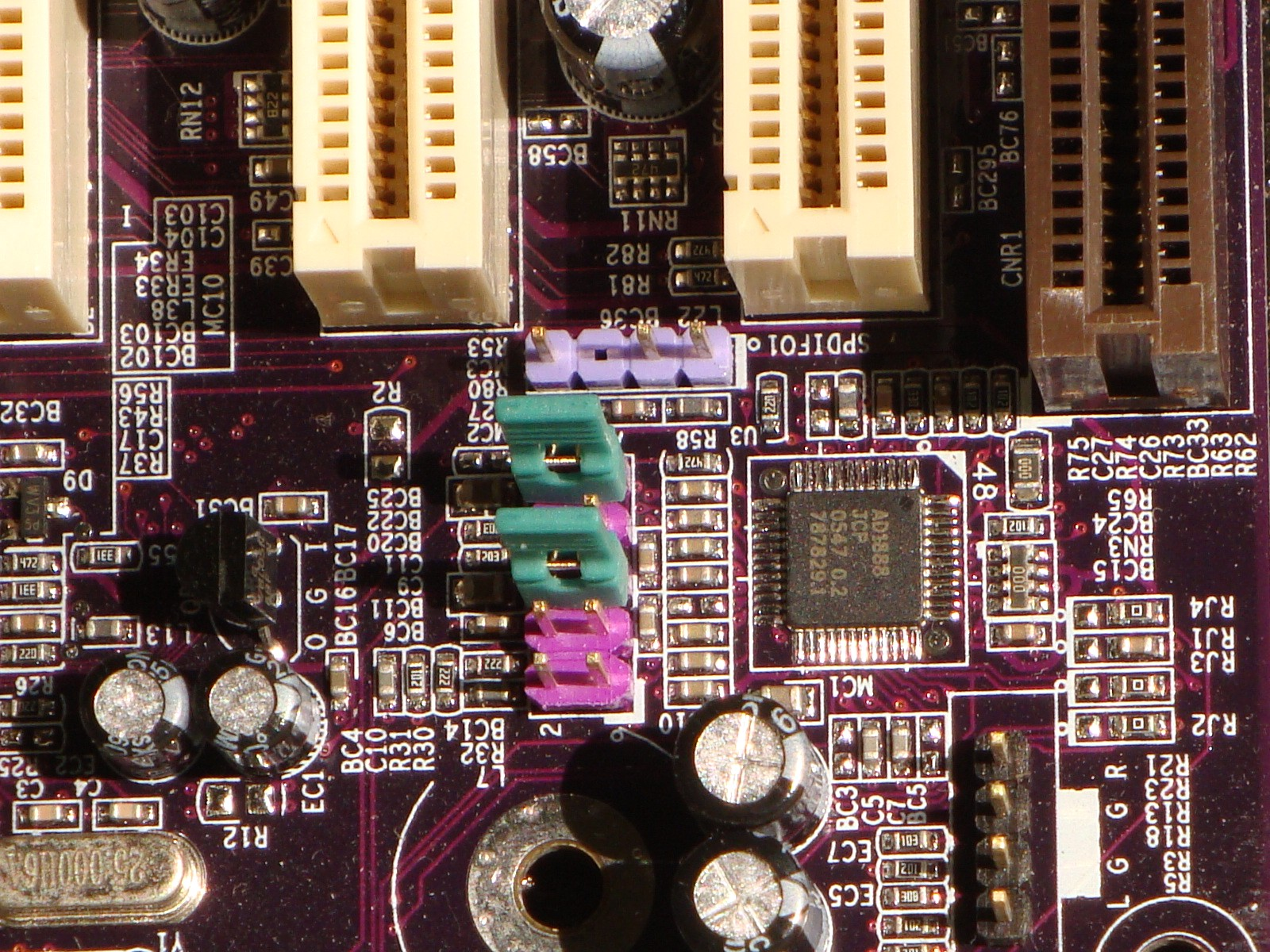
AD1888 AC'97 codec

- オペアンプ
- コンパレータ
- 電圧リファレンス
- アナログ-デジタル変換回路
- デジタル-アナログ変換回路
- 組み込み用プロセッサ（DSP）
  - SHARC
  - TigerSHARC（英語版）
  - Blackfin
- デジタル信号処理関連
- MEMS
- センサ
- RF関連
- 電源管理関連
- オーディオ/ビデオ関連
- 光ファイバー関連
- ソフトウェア
  - 回路シミュレータ
  - 電子回路設計ツール